# 20604 Vrishikpatil
20604 Vrishikpatil este un asteroid din centura principală de asteroizi.

## Descriere
20604 Vrishikpatil este un asteroid din centura principală de asteroizi. A fost descoperit pe 8 septembrie 1999 la Socorro, New Mexico, în cadrul proiectului LINEAR. Asteroidul prezintă o orbită caracterizată de o semiaxă mare de 2,37 ua, o excentricitate de 0,16 și o înclinație de 8,5° în raport cu ecliptica.